# 東京ゼミナール事件
東京ゼミナール事件（とうきょうゼミナールじけん）は、1979年に発覚した裏口入学事件。

## 概要

### あらまし
東京ゼミナールという大学受験予備校の理事長によって、大学への裏口入学が斡旋されていた。この事件は裏金を支払ったが子供は大学入学できなかったため、返還を求めたが返還されなかった父母の告発により明るみに出た。警視庁の捜査により、15もの大学への裏口入学のルートが解明される。大学教授、政治家秘書、検察官、ブローカーなど23人の不正工作者が検挙された。大学教授と検察官は辞職した。裁判では東京ゼミナールの理事長は26もの大学へ斡旋して、26億7千万円を集めていたことが明らかになった。東京ゼミナールでは1973年から1979年までに1000人を医学部に入学させていた。このうちの200人以上は裏口入学で入学していた。

### 事件発覚まで
原告となる父母の子は1976年4月に医学部を目指して東京ゼミナールに入学。当初は医学部に入学するには到底不可能な成績であったが、東京ゼミナールに通えばもう少しで日本大学医学部に合格できる成績にまで伸びたが、それから成績が下がりだし予備校の授業にも出なくなり、400点満点中10点程度の成績にまでなっていた。
原告となる父母は、1976年12月29日に日本大学医学部に裏口入学させるため2000万円を預けたが不合格となった。更に1977年8月29日に昭和大学医学部に裏口入学させるため1900万円を預けたが不合格となり、これらの大学に合格できる学力は無いことからランクを下げて1978年5月20日に聖マリアンナ医科大学に補欠入学させるため計1600万円を預けたが不合格となった。父母はこれまでに計5500万円を預けたが入学できなかったため全額返還を求めたところ返還された。
それから東京ゼミナールに4000万円を支払うことで3名が獨協医科大学に裏口入学できるという話が入り、父母に3500万円で獨協医科大学に裏口入学させるという話を持ち込み、父母はこれを承諾して1979年1月26日に3500万円を預けたが不合格となった。それから父母に帝京大学医学部に8000万円を支払うことで裏口入学させるという話を持ち込んだが、父母はこれだけを払ってまで入学する必要は無いと断った。獨協医科大学に裏口入学させるために預けた3500万円の返還を求めたところ、裏口入学斡旋のための経費として使用して無くなったため返還しなかったことから訴訟に発展した。

## 裁判
裏口入学を希望する父母は、獨協医科大学に入学できなかったら返還すると約束された上で3500万円を東京ゼミナールの理事長に預けていた。だが入学できなかったのに約束通りに返還されなかったことから裁判を起こした。東京ゼミナール側は裏金の返還を求めることは公序良俗に反するため認められないとし、このうちの半分は既に使用しており原告もこれを知っているため返還するとしても半分などと主張した。
東京地方裁判所での判決では原告である父母の勝ちとなり、被告である東京ゼミナールには3500万円と遅延損害金の支払いが命じられた。
東京ゼミナールは裏口入学の斡旋のために相当の資金を支出したものの合格させられず、合格できなかった父母から預かった金の返還を求められたことから資金繰りに窮して、1979年4月に倒産した。